# Ummendorf (Saxônia-Anhalt)
Ummendorf é um município da Alemanha, situado no distrito de Börde, no estado de Saxônia-Anhalt. Tem 15,68 km² de área, e sua população em 2019 foi estimada em 953 habitantes.